# Statens vilt
Statens vilt (tidigare kronans villebråd) är i Sverige ett antal utvalda, sällsynta däggdjurs- och fågelarter som enligt Jaktlagen, Jaktförordningen och Naturvårdsverkets föreskrifter inte får behållas av upphittaren om de påträffas döda i naturen. Hittas någon av dem död skall det rapporteras till Polismyndigheten och om möjligt bör djuret också lämnas till närmaste polisstation för att därifrån sändas vidare till Naturhistoriska riksmuseet, alternativt till Statens veterinärmedicinska anstalt. Vilka arter som ingår i Statens vilt kan variera över tiden, beroende på att olika arter varierar i förekomst.

## Djur som ingår i Statens vilt i Sverige
- Berguv
- Bivråk
- Björn
- Blåkråka
- Falkar
- Fiskgjuse
- Fjällgås
- Fjällräv
- Fjälluggla
- Glador
- Gråspett
- Härfågel
- Hökuggla
- Järv
- Kungsfiskare
- Kärrhökar
- Lappuggla
- Lodjur
- Lunnefågel
- Mellanspett
- Myskoxe
- Rördrom
- Salskrake
- Skräntärna
- Skärfläcka
- Slaguggla
- Sommargylling
- Storkar
- Svarthalsad dopping
- Svarttärna
- Tornuggla
- Utter
- Valar
- Varg
- Vitryggig hackspett
- Örnar